# The Crazy World of Arthur Brown
The Crazy World of Arthur Brown byla anglická psychedelic rocková skupina, založená zpěvákem Arthurem Brownem v roce 1967. Původní sestavu tvořili Vincent Crane (Hammondovy varhany a piano), Drachen Theaker (bicí) a Nick Greenwood (baskytara). Tato raná inkarnace byla známá Craneovými varhanními a dechovými aranžemi a Brownovým silným, široce posazeným operním hlasem. Brown byl rovněž známý svou výjimečnou pódiovou personou — např. extrémním líčením a hořící helmou.
Jejich píseň „Fire“ (vydaná jako singl v roce 1968) se prodala v počtu přesahujícím jeden milion kopií a získala zlatou desku. Dosáhla 1. místa v britské hitparádě UK Singles Chart a v Kanadě a 2. místa v americkém žebříčku Billboard Hot 100, stejně jako její mateřské album The Crazy World of Arthur Brown, které obsadilo 2. místo v britské albové hitparádě, 6. místo v Kanadě, a 7. místo v USA. Po úspěchu „Fire“ začal tisk Browna často označovat jako „Boha ohnivého pekla“ (The God of Hellfire), podle úvodní zakřičené věty písně — přezdívka, která přetrvává dodnes.
Koncem 60. let byla popularita skupiny The Crazy World of Arthur Brown natolik výrazná, že sdílela pódia s takovými jmény jako The Who, Jimi Hendrix, Mothers of Invention, The Doors, Small Faces nebo Joe Cocker, mimo jiné. Druhé studiové album kapely s názvem Strangelands mělo být vydáno v roce 1969, ale vydavatel ho kvůli nízkému komerčnímu potenciálu odmítl vydat (vyšlo až v roce 1988). Skupina se brzy poté, v roce 1970, rozpadla: Crane a nový člen Carl Palmer založili Atomic Rooster, Theaker se přidal k americké skupině Love a Brown založil projekt Kingdom Come. Palmer se později stal spoluzakladatelem skupin Emerson, Lake & Palmer a Asia, zatímco Brown se na krátký čas přidal k The Alan Parsons Project a Hawkwind.
V roce 2000 se kapela obnovila, tentokrát ve složení: Jim Mortimore (baskytara), Samuel Walker (bicí), Z-Star (kytara), Lucie Rejchrtová (klávesy) a Malcolm Dick (projekce). Od té doby vydali čtyři studiová alba (Tantric Lover v roce 2000, Vampire Suite v roce 2003, Zim Zam Zim v roce 2013 a Gypsy Voodoo v roce 2019) a jedno živé album (The Crazy World of Arthur Brown Live at High Voltage, 2011). V roce 2019 skupinu opustili Z-Star, Rejchrtová a Dick, a novým členem se stal kytarista Dan Smith. Současnou sestavu tvoří Arthur Brown, Jim Mortimore, Samuel Walker a Dan Smith.
Přestože měla kapela pouze jeden skutečně velký hit, stala se nesmírně vlivnou pro vznik žánru shock rock a estetiky tzv. freak scény. Mnoho shockrockových umělců — jako Kiss, Alice Cooper či Marilyn Manson — stejně jako další hudebníci, včetně Davida Bowieho nebo Petera Gabriela (Genesis), bylo skupinou hluboce ovlivněno. Brown se rovněž podílel na celé řadě pozoruhodných projektů, mimo jiné ztvárnil postavu ve filmové adaptaci rockové opery Tommy od The Who.

## Historie
Jejich píseň „Fire“ (vydaná v roce 1968 jako singl a na prvním albu skupiny) uspěla jak ve Velké Británii tak i v USA, byl to však jejich jediný hit.
Skupina se rozpadla na americkém turné v roce 1969. Crane a Palmer založili skupinu Atomic Rooster, Nicholas odešel ke skupině Khan (stejně jako Nicholas Greenwood), Theaker ke skupině Love a Rustic Hinge s Arthurem Brownem do Kingdom Come.
Arthur Brown skupinu obnovil v roce 2000 s jinými hudebníky.

## Obsazení
- Arthur Brown – zpěv
- Vincent Crane – varhany
- Nick Greenwood – baskytara
- Sean Nicholas – baskytara (1968)
- Drachen Theaker – bicí ve studiu
- Carl Palmer – bicí (US turné)
- Jeff Cutler – bicí (pouze druhé US turné)

## Diskografie

### Singly
- 1967: Devil's Grip / Give Him A Flower (Track 604008 U.K.)
- 1968: Fire / Rest Cure (Track 604022 U.K.), (Atlantic 2556 U.S.)
- 1968: Nightmare / Music Man (aka What's Happening) (Track 604026 U.K.)
- 1968: I Put A Spell On You / Nightmare (Track 2582 U.S.)

### Alba
- 1968: The Crazy World of Arthur Brown
- 1988: Strangelands [dlouho postrádané druhé album] (nahráno 1969)
- 2002: Tantric Lover (CD, UK, Voiceprint Records), nahráno v roce 2000[11]
- 2003: Vampire Suite (CD, USA, Track Records)[12]
- 2007: Voice Of Love (CD, Zoho Music)[13]